# Hesperomyces harmoniae

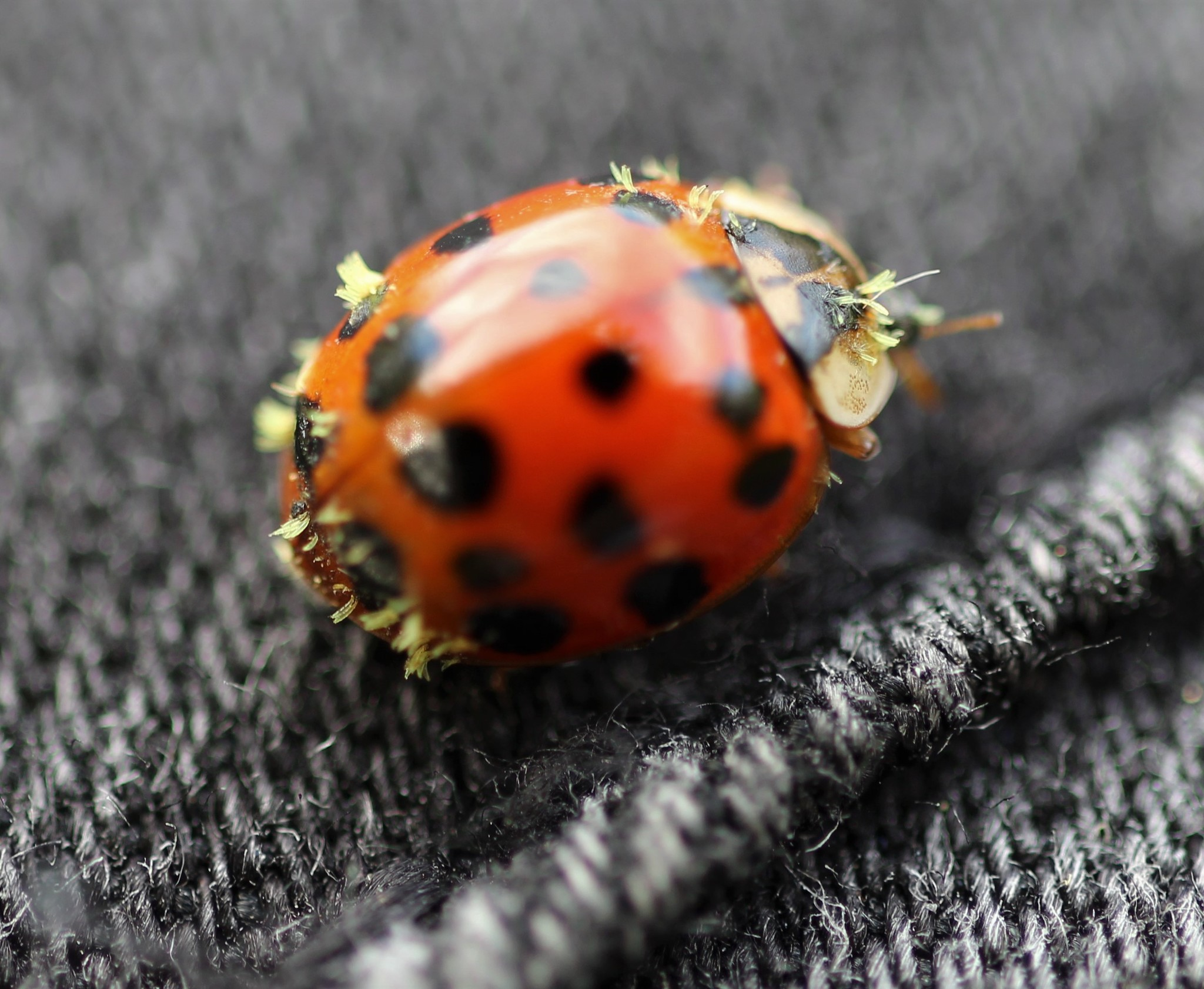
Hesperomyces harmoniae na biedronce azjatyckiej (Harmonia axyridis).

Hesperomyces harmoniae Haelew. & De Kesel (2022) [2023] – gatunek grzybów należący do rodziny Laboulbeniaceae. Jest grzybem mikroskopijnym, entomopatogenicznym, ektopasożytem biedronki azjatyckiej.

## Systematyka
Pozycja w klasyfikacji według Index Fungorum: Laboulbeniaceae, Laboulbeniales, Laboulbeniomycetidae, Laboulbeniomycetes, Ascomycota, Fungi.
Został wyodrębniony z Hesperomyces virescens, należy do kompleksu gatunków He. virescens, inaczej He. virescens sensu lato (s.l.).

## Morfologia

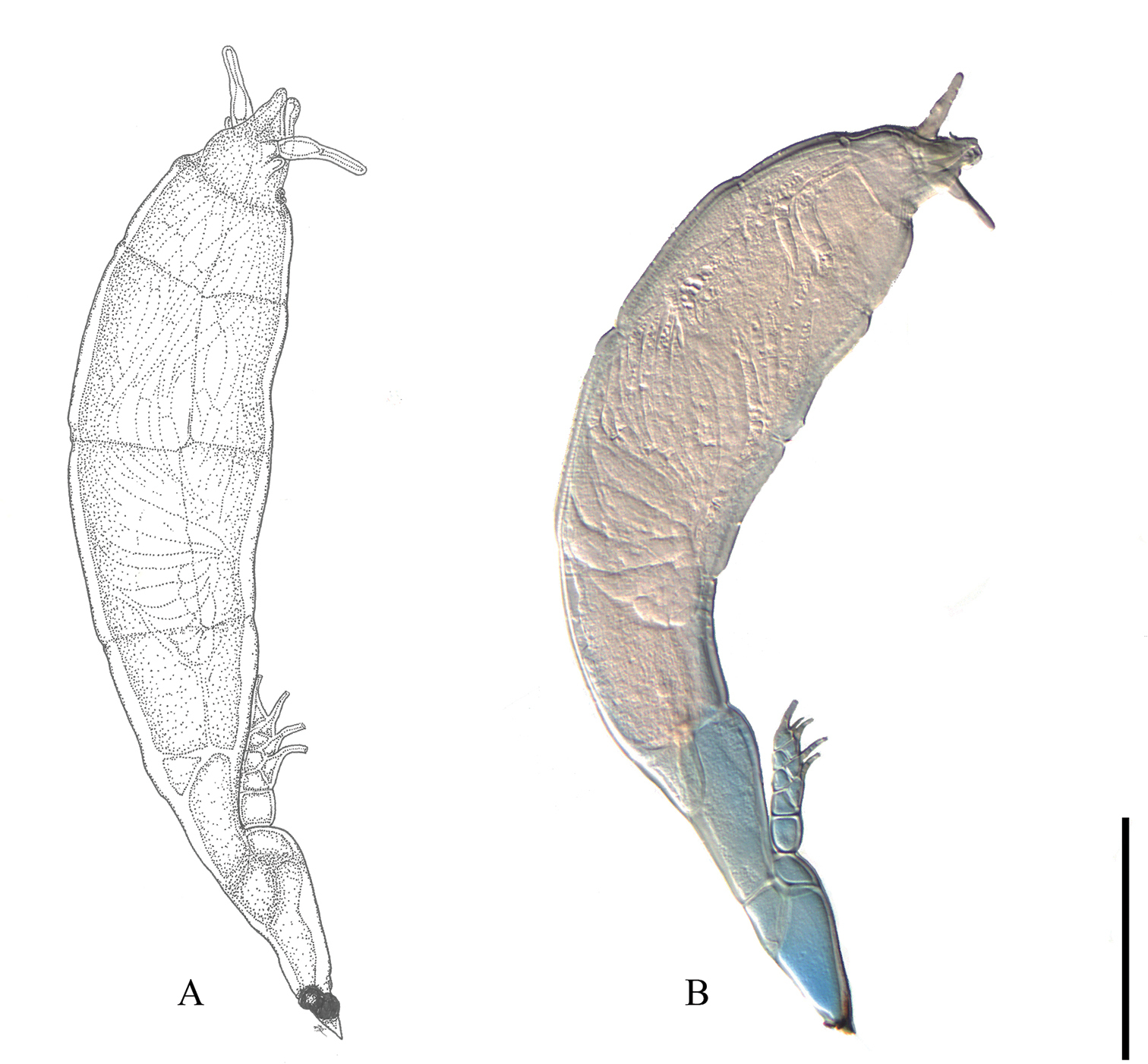
Dojrzała plecha (thallus) Hesperomyces halyziae, podobnie jak He. harmoniae z kompleksu gatunków He. virescens.

Hesperomyces harmoniae jest grzybem mikroskopijnym. Podobnie jak inne Laboulbeniales nie tworzy grzybni (mycelium) ani strzępek (hyphae), tylko maleńką plechę (thallus). Zbudowana jest ona zaledwie z kilkunastu komórek, ma długość (290)372–431–490(653) μm i kolor od szklistego do żółto–zielonego.
W jej skład wchodzą:
- receptakl (receptaculum), czyli trzoneczek, który przymocowuje grzyba do ciała żywiciela za pomocą ssawki (haustorium)[8][6][7][a], oraz znajdujące się na nim:
- perytecjum (perythecium, otocznia) wytwarzające dwukomórkowe zarodniki workowe (askospory)[3][7][a]. Przed ich powstaniem znajduje się tutaj lęgnia (askogon)[7][a].
- przydatek zwieńczony plemniami (anterydiami)[3][8], wytwarzającymi spermacja[6][a].

## Rozmnażanie się
Hesperomyces harmoniae podobnie jak inne Laboulbeniales rozmnaża się tylko przy pomocy dwukomórkowych zarodników workowych (askospor). Wytworzenie zarodników jest poprzedzone przez proces płciowy.
Przypuszcza się, że lepkie zarodniki He. virescens s.l. ze względu na krótki czas życia przenoszone są drogą płciową. U biedronki azjatyckiej zimującej w dużych i gęstych koloniach również przez bezpośredni kontakt w takich skupiskach.

## Tryb życia
Hesperomyces harmoniae jest grzybem entomopatogenicznym, ektopasożytem specyficznym wobec biedronki azjatyckiej (występuje tylko na tym gatunku) i znacząco zwiększa jej śmiertelność.

## Występowanie
Uuważa się, że Hesperomyces harmoniae pochodzi prawdopodobnie ze wschodniej Azji i rozprzestrzenił się za swoim żywicielem – biedronką azjatycka. Jednak w Stanach Zjednoczonych ustabilizowana populacja tej biedronki została stwierdzona po raz pierwszy w 1988 roku, natomiast Hesperomyces harmoniae pojawił się dopiero w maju 2002 roku. To może tłumaczyć gwałtowny rozwój populacji biedronki azjatyckiej w nowym środowisku.
Wcześniej długo sądzono, że grzyb ten przeniósł się na biedronkę azjatycką z jakiegoś gatunku północnoamerykańskiego.
Hesperomyces harmoniae obecnie występuje już na wszystkich kontynentach z wyjątkiem Australii i Antarktydy. Do tej pory został stwierdzony w następujących krajach: Argentyna, Austria, Belgia, Bułgaria, Chiny, Chorwacja, Czarnogóra, Czechy, Ekwador, Francja, Grecja, Holandia, Japonia, Kanada, Kolumbia, Luksemburg, Meksyk, Niemcy, Polska, Republika Południowej Afryki, Rosja, Rumunia, Salwador, Serbia, Słowacja, Stany Zjednoczone, Szwajcaria, Turcja, Węgry, Wielka Brytania, Włochy.